# Vlaamse Programmeerwedstrijd
De Vlaamse Programmeerwedstrijd is een wedstrijd programmeren, die door vrijwilligers van vier Vlaamse universiteiten, de KU Leuven, UGent, VUB en de UHasselt en vier Vlaamse hogescholen, PHL, HOWEST, Katho en KaHo Sint-Lieven sinds 2009 jaarlijks in de lente wordt georganiseerd. De opzet van de wedstrijd is geïnspireerd door de internationale programmeerwedstrijden van de ACM, the Association for Computing Machinery. Tijdens de wedstrijd moeten de deelnemers in teams van 3 personen in 3 uur zo veel mogelijk problemen oplossen. De programmeertalen die zij mogen gebruiken zijn C, C++, Java, Haskell, PHP, Prolog, Python, Ruby, Visual Basic, C#, Pascal en Scheme.
Alleen mensen uit Vlaanderen mogen meedoen. De teams worden opgedeeld in 4 categorieën: teams bestaande uit leerlingen van het secundair onderwijs, teams met bachelorstudenten met professionele bachelors, teams met bachelorstudenten met academische bachelors en teams van de anderen met  doctoraatstudenten, afgestudeerden en mensen uit de industrie. De opgaven worden in het Nederlands gesteld.

## Edities
De deelnemende universiteiten en hogescholen organiseren elk om beurt de wedstrijd. De editie die gepland was voor 2020 werd afgelast omwille van de coronamaatregelen.
| Editie | Universiteit  | Stad                 |
| ------ | ------------- | -------------------- |
| 2009   | KU Leuven     | Heverlee             |
| 2010   | UGent         | Gent                 |
| 2011   | KULAK         | Kortrijk             |
| 2012   | PHL           | Hasselt              |
| 2013   | VUB           | Etterbeek            |
| 2014   | HoGent        | Gent                 |
| 2015   | KU Leuven     | Sint-Katelijne-Waver |
| 2016   | UCLL          | Diepenbeek           |
| 2017   | UCLL          | Heverlee             |
| 2018   | PXL           | Hasselt              |
| 2019   | AP Hogeschool | Antwerpen            |
| 2021   | AP Hogeschool | Antwerpen            |
| 2022   | VUB           | Etterbeek            |
| 2023   | HoGent        | Gent                 |
| 2024   | AP Hogeschool | Antwerpen            |